# Amur (raket)
Amur även känd som Sojuz 7, är en återanvändbar rysk rymdraket under utveckling. Raketen kommer kunna placera 10,5 ton i omloppsbana runt jorden, om raketens förstasteg inte återanvänds kan den placera upp till 13,6 ton i omloppsbana runt jorden. Raketen kommer använda metan som bränsle och den teknik som kommer göra raketen återanvändbar, har stora likheter med SpaceXs Falcon 9-raket.